# Pranýř v Hořicích
Pranýř v Hořicích je pozůstatek kamenného pranýře, který se nalézá před vchodem do radnice v městě Hořice v okrese Jičín.

## Popis
Pranýř v Hořicích má tvar dvoudílného osmibokého kamenného sloupu umístěného na čtvercové kamenné podkladní desce u hlavního vchodu do městské novogotické radnice.
Pranýř pochází z roku 1736. U pranýře si odpykávali trest lidé, kteří se dopustili nějakého menšího přečinu až do vlády Josefa II., kdy byl tento druh trestu zrušen.

## Galerie

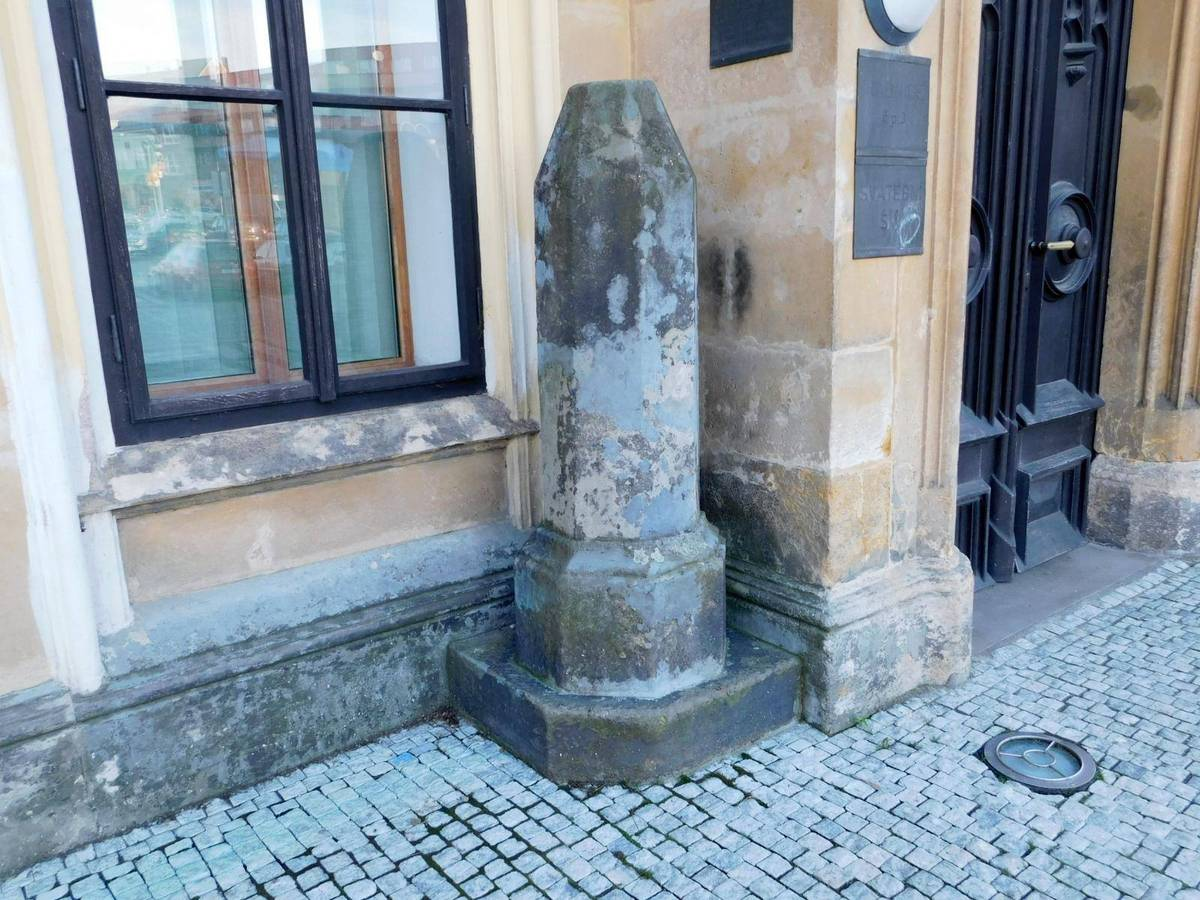
Pranýř před radnicí v Hořicích